# Antidicomarianitas

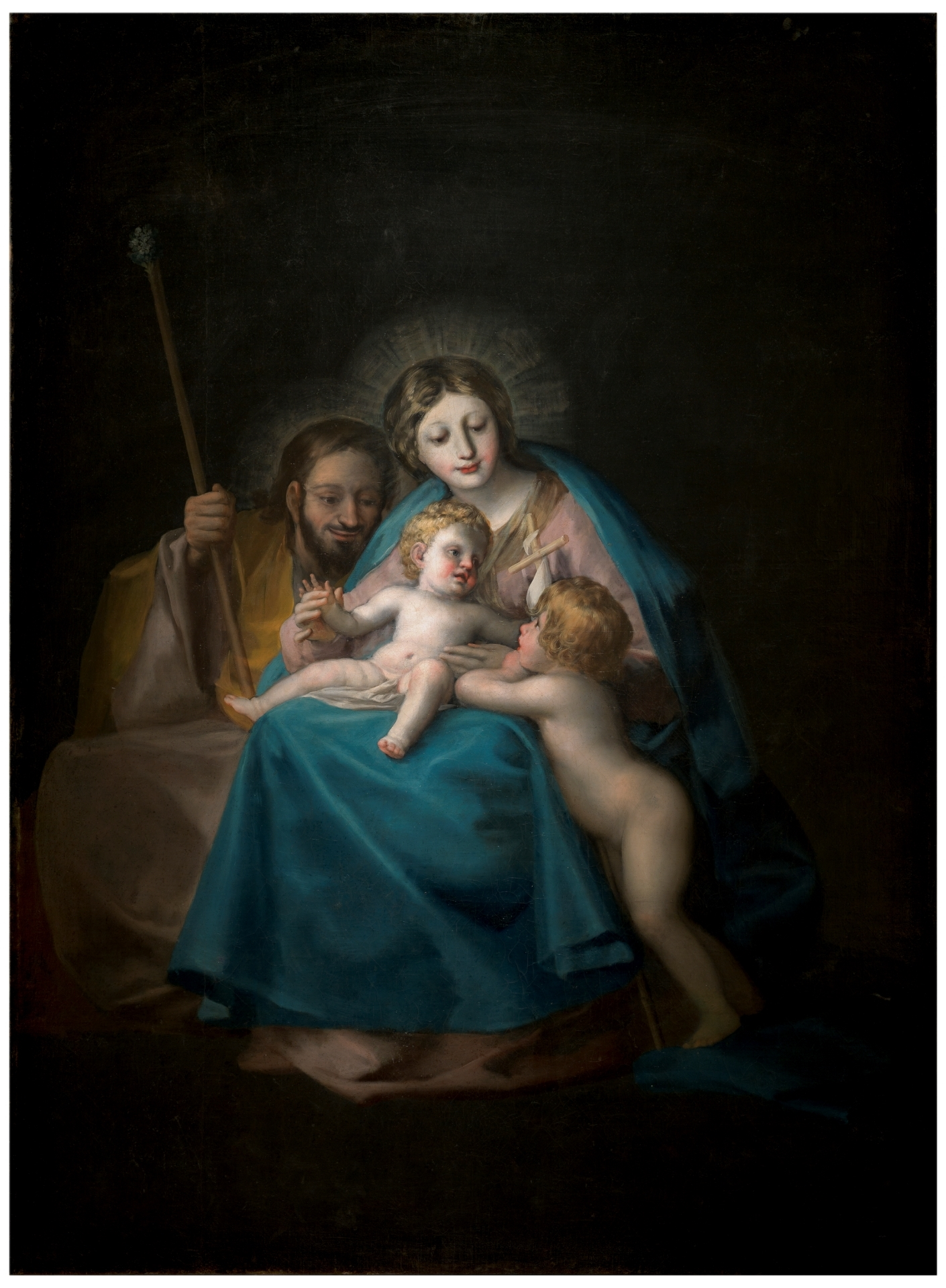
Sagrada Família com João Batista.
Por Goya, atualmente no Museu do Prado, em Madri, Espanha.

O termo Antidicomarianitas (em grego:  ἀντιδικοµαριανῖται) significa literalmente "oponentes da Virgem Maria" e deriva de from ἀντίδικ-ος ("adversário") e Μαρία ("Maria"). Eles floresceram principalmente nos séculos III - V d.C.

## História
Os ebionitas foram os primeiros que defenderam que Jesus era filho José e Maria, e não Deus. Esta doutrina era controversa mesmo entre os membros das seita e foi posteriormente modificada para ensinar que, embora Jesus tenha nascido de Maria pela ação do Espírito Santo, depois do nascimento dele, Maria e José mantiveram um casamento normal e tiveram muitos outros filhos. A seita negava a doutrina da virgindade perpétua de Maria utilizada na liturgia cristã de então. A mais antiga referência a eles aparece em Tertuliano e suas doutrinas foram mencionadas explicitamente por Orígenes (Homilia in Lucam, III, 940). 
Alguns arianos, como Eudóxio de Antioquia e Eunômio de Cízico, eram grandes defensores deste ensinamento. A seita conseguiu a sua maior popularidade na província da Arábia no final do século IV d.C. O nome foi especificamente criado por Epifânio de Salamina, que escreveu contra eles no Panarion, contando a história da seita e providenciando os "antídotos" contra seus ensinamentos.